# Guénin
Guénin (in bretone: Gwennin) è un comune francese di 1 524 abitanti situato nel dipartimento del Morbihan, nella regione della Bretagna.

## Società

### Evoluzione demografica
Abitanti censiti